# Trouble No More
Trouble No More is een albumbox van Bob Dylan uit de officiële bootlegserie, uitgebracht in 2017 op Columbia Records. De  ondertitel van de box is The Bootleg Series Vol. 13 /1979-1981. Met uitzondering van de eerste box in de serie, die uitgebracht werd als The bootleg series volumes 1-3 hebben de volgende sets één volumenummer en bevatten de standaard-edities vanaf volume 5 steeds 2 cd's. Trouble No More kent ook een Deluxe Edition, die een box met 9 cd's bevat.

## Oorsprong
In tegenstelling tot voorganger The Cutting Edge, dat voornamelijk outtakes, oefen-, demo- en alternatieve versies bevat, is Trouble No More een album met alleen live-versies van nummers, die eerder uitgebracht waren op de albums Slow Train Coming, Saved en Shot of Love, vaak Dylans christelijke drieluik genoemd. Drie van de live-nummers waren niet eerder op een album verschenen. De Deluxe Edition bevat ook studio-outtakes en oefensessies.

## Tracks
Alle nummers zijn composities van Dylan, behalve waar aangegeven.

| 1.                 | Slow Train                           | 16 november 1979, The Warfield Theatre, San Francisco | 6:20 |
| 2.                 | Gotta Serve Somebody                 | 15 november 1979, The Warfield Theatre                | 6:29 |
| 3.                 | I Believe in You                     | 16 mei 1980, Stanley Theatre, Pittsburgh              | 4:51 |
| 4.                 | When You Gonna Wake Up?              | 9 july 1981, Drammenshallen, Drammen, Noorwegen       | 5:27 |
| 5.                 | When He Returns                      | 5 december, Kiva Auditorium, Albuquerque              | 5:00 |
| 6.                 | Man Gave Names to All the Animals    | 16 januari 1980, Paramount Theatre, Portland          | 5:45 |
| 7.                 | Precious Angel                       | 16 november The Warfield Theatre                      | 5:40 |
| 8.                 | Covenant Woman                       | 20 november 1979, Civic Auditorium, Santa Monica      | 5:52 |
| 9.                 | Gonna Change My Way of Thinking      | 31 januari 1980, Orpheum Theater, Memphis             | 4:46 |
| 10.                | Do Right to Me Baby (Do Unto Others) | 28 januari 1980, Uptown Theatre, Kansas City          | 5:08 |
| 11.                | Solid Rock                           | 27 november 1979, Golden Hall, San Diego              | 4:42 |
| 12.                | What Can I Do for You?               | 2 november 1979, Golden Hall                          | 5:53 |
| 13.                | Saved                                | 12 januari 1980, Paramount Theatre                    | 4:49 |
| 14.                | In the Garden                        | 27 januari 1980, Uptown Theatre, Kansas City          | 6:33 |
| Totale duur: 77:15 |                                      |                                                       |      |

| 1.                 | Slow Train                                                   | 29 juni 1981, Earls Court, Londen                               | 4:35 |
| 2.                 | Ain't Gonna Go to Hell for Anybody (Niet eerder uitgebracht) | 24 april 1980, Le Theatre Saint-Denis, Montreal, Quebec, Canada | 4:30 |
| 3.                 | Gotta Serve Somebody                                         | 15 juli 1981, Freilichttheater, Bad Segeberg, Duitsland         | 3:57 |
| 4.                 | Ain't No Man Righteous, No Not One (Niet eerder uitgebracht) | 16 november 1979, The Warfield Theatre, San Francisco           | 4:35 |
| 5.                 | Saving Grace                                                 | 6 november 1979, The Warfield Theatre, San Francisco            | 4:25 |
| 6.                 | Blessed Is the Name (Niet eerder uitgebracht)                | 20 november 1979, Civic Auditorium, Santa Monica                | 4:18 |
| 7.                 | Solid Rock                                                   | 23 oktober 1981, The Spectrum, Philadelphia                     | 4:20 |
| 8.                 | Are You Ready?                                               | 30 april 1980, Kleinhans Music Hall, Buffalo                    | 6:19 |
| 9.                 | Pressing On                                                  | 6 november 1979, The Warfield Theatre                           | 6:52 |
| 10.                | Shot of Love                                                 | 25 juli 1981, Palace des Sports, Avignon, Frankrijk             | 4:45 |
| 11.                | Dead Man, Dead Man                                           | 21 juni 1981, Stade Municipal des Minimes, Toulouse, Frankrijk  | 4:22 |
| 12.                | Watered-Down Love                                            | 12 juni 1981, Pine Knob Music Theatre, Village of Clarkston     | 4:44 |
| 13.                | In the Summertime                                            | 21 oktober 1981, The Orpheum Theatre, Boston                    | 3:15 |
| 14.                | The Groom's Still Waiting at the Altar                       | 13 november 1980, The Warfield Theatre, San Francisco           | 6:01 |
| 15.                | Caribbean Wind                                               | 12 november1980, The Warfield Theatre                           | 5:23 |
| 16.                | Every Grain of Sand                                          | 21 november 1981, Civic Center Theatre, Lakeland                | 3:42 |
| Totale duur: 76:03 |                                                              |                                                                 |      |

## Hitnoteringen
Het album bereikte nummer 49 op de Billboard 200 In Nederland piekte de standaardversie naar nummer 9, in Vlaanderen naar nummer 11.
- MusicBrainz release group: 4c5cfd0a-5763-47bd-8d00-4411a08a6439